# Пальпа
Па́льпа (исп. Palpa) — пустынное плато на южном побережье Перу, в 20—30 км севернее плато Наска, известного своими геоглифами и линиями.
Ближайший населённый пункт — Сан-Августин и небольшой город Пальпа.
В отличие от плато Наска, Пальпа представляет собой менее ровное пространство (значительно отличается от рельефа плато Наска, и оно немного меньшего размера) с большим количеством холмов, на части которых есть антропоморфные изображения.

## Геоглифы Пальпа
На плато под названием Пальпа Пампа, так же как и на Наске, находится большое количество как геометрических, так и антропоморфных геоглифов, большинство которых находится на плоских вершинах как бы искусственно срезанных невысоких холмов (при этом окружающие холмы совершенно не тронуты), принадлежащих археологической культуре, расцвет которой пришёлся на промежуток между 300 г. до н. э. и 800 г. н. э. — на эру доколумбовой Америки и даже до эры инков.
Само плато Пальпа, хотя по площади раза в два уступает Наске, по количеству рисунков и их разнообразию гораздо больше. В отличие от Наски (на плато Наска известен лишь один рисунок, изображающий человекоподобное существо, — так называемый «астронавт», длиной 30 метров) здесь находится около десятка изображений человеческих существ. И все они расположены по склонам холмов.
На плато Пальпа расположены уникальные рисунки, аналогов которым в Наске нет. Это несколько геометрически строгих фигур. Прежде всего это комплекс рисунков, который местные называют Estrella, то есть «звезда» — центральная часть композиции, имея в основе два наложенных друг на друга под углом 45 градусов квадрата, представляет собой восьмиконечную звезду. Центр композиции — 16-лучевая звезда. Лунки, разбросанные по всему рисунку, явно имеют специальное назначение; рядом — малая 8-лучевая звезда. Вся композиция занимает площадь около километра. Аналогов такой строго вымеренной геометрической композиции больше нигде в регионе нет.
Ещё один уникальный рисунок — двойная спираль, сопряжённая с зигзагообразной линией. Местные называют этот рисунок «солнечные часы» и утверждают, что в определённые дни, например в дни солнцестояния, лучи солнца ложатся по основным осям рисунка. Вокруг рисунка — десятки линий и полос, убегающих на сотни метров вдаль по вершине холма.
Кроме геоглифов на плато сохранились и некоторые древние сооружения (возможно, поселения инков или племён, населявших Наска до их прихода), которые, однако, на сегодняшний день практически не исследованы.

## Исследования
Несмотря на то, что через Пальпа проходит Панамериканское шоссе (и некоторые рисунки даже попали под эту автомагистраль), оно менее исследовано, чем то же Наска.
Удивительный факт: самая известная исследовательница рисунков Наска — Мария Райхе — в своих работах ни разу не упомянула о соседнем плато, хотя не знать о нём не могла.
До сих пор не существует подробных карт, отображающих всю картину геоглифов этого района (как, впрочем, и всего комплекса Наски). Пилоты туристических самолётов летают по стандартным маршрутам, демонстрируя туристам наиболее примечательные и понятные неискушённому взгляду рисунки.
Существует несколько гипотез их происхождения и предназначения (от астрономического календаря до посадочных полос инопланетян).